# Fausto Salvatori
Fausto Salvatori (Roma, 20 gennaio 1870 – Roma, 3 giugno 1929) è stato un poeta e librettista italiano.

## Biografia
È ricordato per avere composto, nel 1919, l'Inno a Roma ispirato al Carmen saeculare di Orazio, musicato poi da Giacomo Puccini. Fu autore anche dell'Inno a Trieste musicato da Luigi Mancinelli.

## Libretti
- La Fata Malerba, Fiaba, musica di Vittorio Gui (Teatro Regio di Torino, 15 maggio 1927) diretta dal compositore
- La bella e il mostro, Fiaba musicale, musica di Luigi Ferrari Trecate (Bologna, 5 novembre 1948)